# Wolfgang Wendland

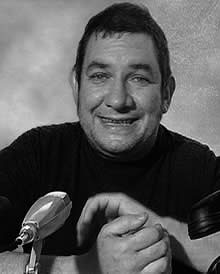
Wolfgang Wendland

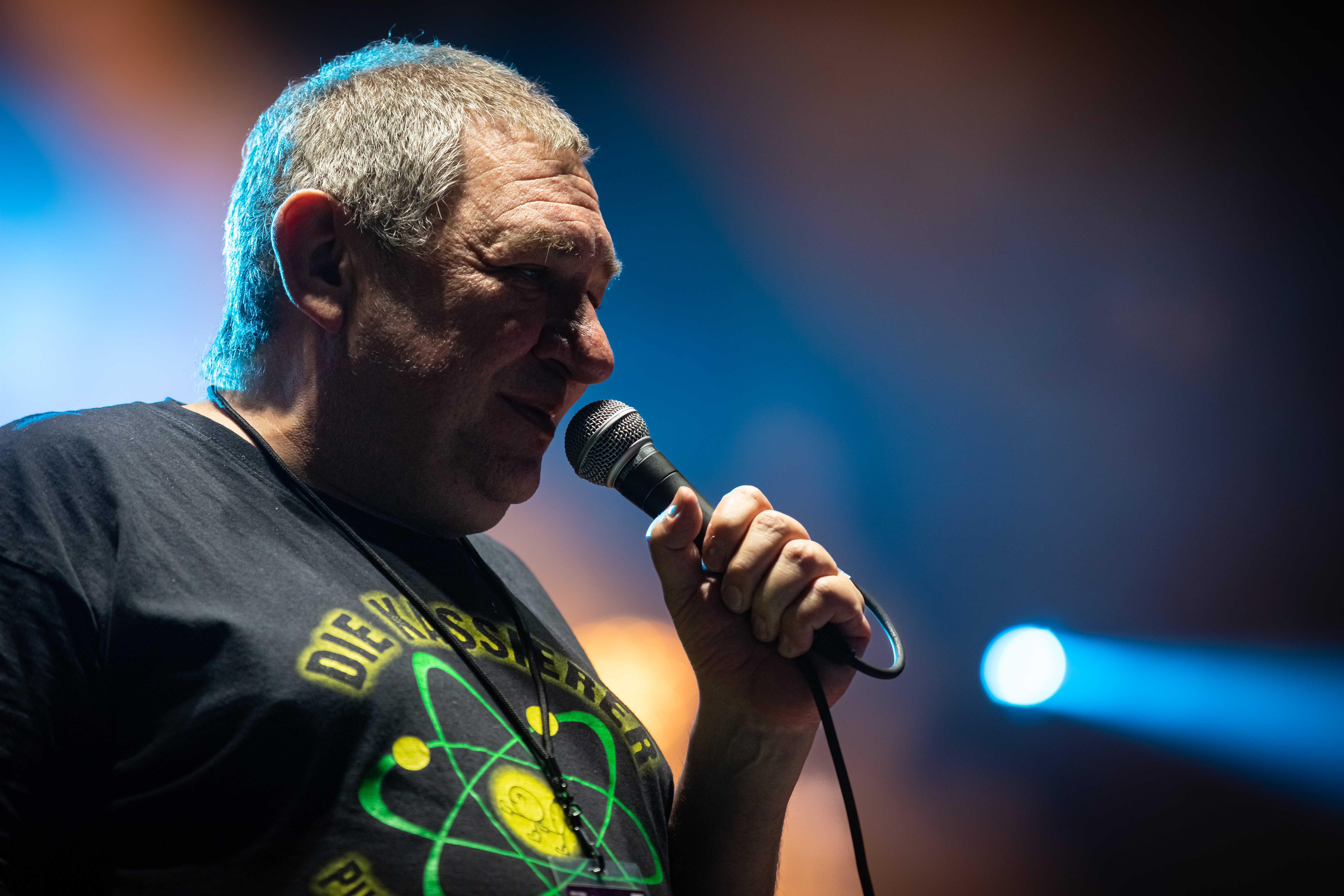
Wolfgang Wendland live mit Die Kassierer bei Rock am Ring 2022

Wolfgang „Wölfi“ Wendland (* 9. November 1962 in Lünen) ist ein deutscher Musiker, Filmemacher, Schauspieler, Politiker und Satiriker.

## Leben
Wendland studierte neben Film- und Theaterwissenschaften insgesamt 30 Semester Philosophie, Pädagogik und Politik. Das Studium schloss er nicht ab.

## Wirken

### Filmprojekte
Wolfgang Wendland spielte in dem 2009 erschienenen Film Chaostage – We Are Punks! mit. Als Filmemacher behandelt er regionale Probleme in Bochum und Umgebung auf satirische Weise. Diese Tätigkeit nutzte er auch für seine Band, als er zu deren Liedern „Das Mädchen mit den drei blauen Augen“ (Original: Abe Burrows: The Girl with the Three Blue Eyes (ca. 1950); Georg Kreisler: Das Mädchen mit den drei blauen Augen (1955)) und „Mit Meinem Motor“ (teilweise unter dem Titel „Außenbordmotor“ bekannt) Videoclips drehte.
2017 moderierte er die Internetshow „Wolfgangs Internet Imbiss“, eine teils satirische Kochshow mit prominenten Gästen. Die erste Staffel wurde über ein Crowdfunding finanziert.

### Politik
Wendland war in der APPD (Anarchistische Pogo-Partei Deutschlands) bis zu deren vorläufiger Auflösung im Jahre 1999 aktiv. Seine Privatfehde mit dem Bochumer Polizeipräsidenten Thomas Wenner verhalf ihm zu einem Popularitätsanstieg, als er sich beim Westdeutschen Rundfunk (WDR) mit Wenner traf, um den Streit beizulegen. Auch seine zahlreichen Auftritte in verschiedenen Talkshows trugen zu seiner Bekanntheit bei. Im Ruhrgebiet wurde Wendland zu einer Kultfigur der linken und pogo-anarchistischen Szene. Er setzte sich für die Bürgerrechte zur Nutzung von öffentlichen Plätzen ein. Nach der Wiedergründung der APPD im Jahr 2000 war er wie viele alte Mitglieder zunächst nicht dabei, bekam aber Unterstützung von der Partei, als er eine Demonstration gegen die widerliche Unverfrorenheit der Bewerbung Bochums zur Kulturhauptstadt Europas veranstaltete.
Am 3. Juni 2005 setzte Wendland seine politische Karriere fort und trat für die APPD bei der vorgezogenen Bundestagswahl 2005 als Kanzlerkandidat an. Nach den Wahlen spaltete sich die APPD in die jetzige Partei und die POP (Pogoanarchistische Populisten oder auch Pogo-Partei); worauf Wendland als Spitzenkandidat zur POP wechselte. Ab Anfang 2007 intensivierte er seine Bemühungen für ein Kulturzentrum in Wattenscheid.
2009 wurde Wendland bei den Kommunalwahlen in Nordrhein-Westfalen als parteiloser Kandidat auf der Liste der Partei Die Linke in die Bezirksvertretung Bochum-Wattenscheid gewählt. Aus der schied er 2014 aus. Anfang Februar 2015 verkündete Wolfgang Wendland seine Kandidatur als unabhängiger Kandidat für das Amt des Oberbürgermeisters der Stadt Bochum. Wendland wollte sich für mehr Transparenz beim Haushalt einsetzen und hofft, dass im seit 1946 von der SPD regierten Bochum „keine Politikverdrossenheit ist, sondern eine Parteiverdrossenheit“ herrsche. Bei der Oberbürgermeisterwahl am 13. September 2015 kam Wendland hinter den Kandidaten von CDU, SPD und Bündnis 90/Die Grünen unter 12 Bewerbern mit 7,91 Prozent (8.803 Stimmen) auf den vierten Platz. Im Jahr 2018 trat Wendland in die SPD ein.

### Musik

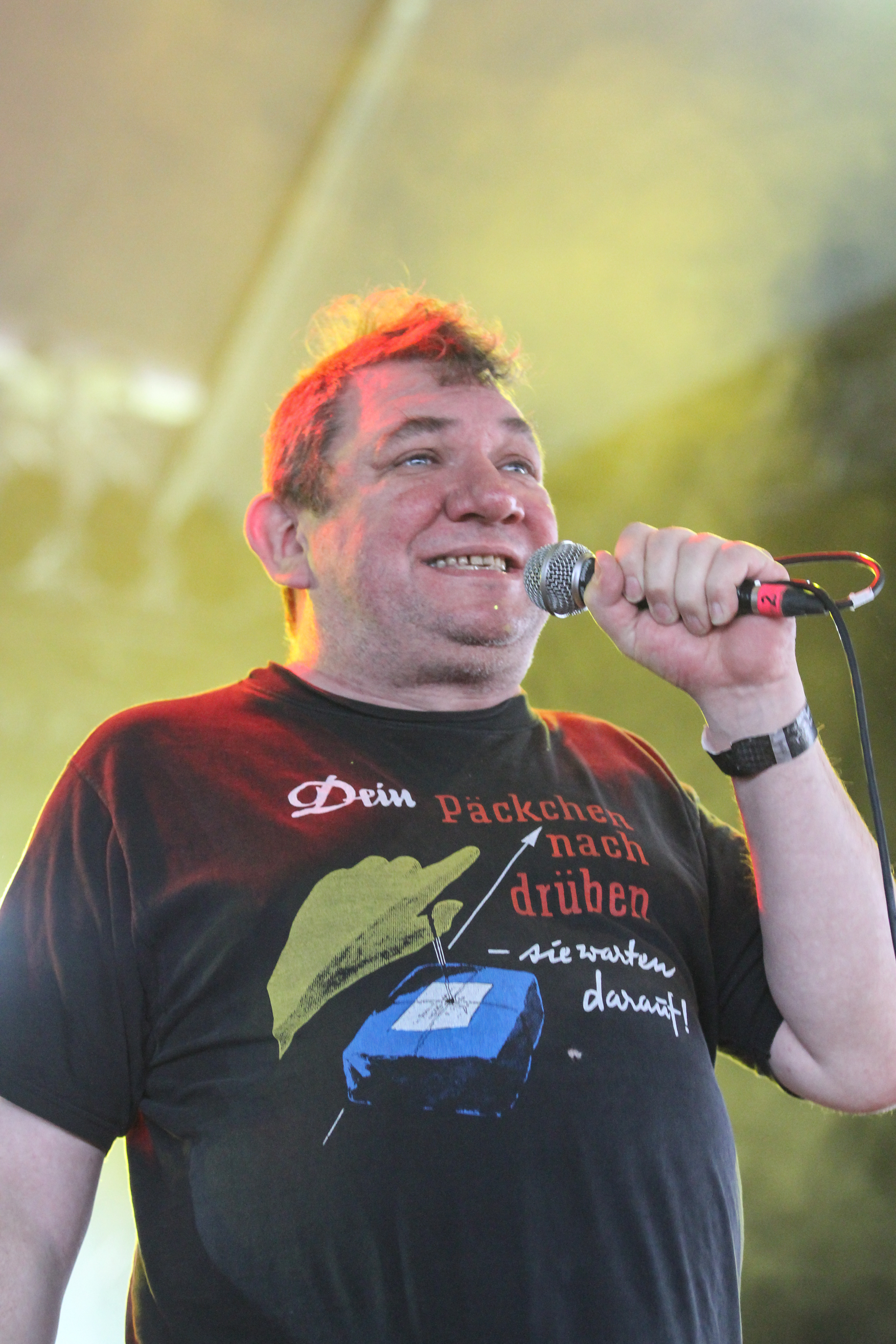
Wendland während eines Auftritts der Kassierer beim Musikfestival With Full Force 2013

Wendland ist Sänger der Satire-Punk-Band Die Kassierer. Auf dem 2011 erschienenen Album Urlaub fürs Gehirn der Rap-Gruppe K.I.Z wirkte Wendland bei dem Titel Raus aus dem Amt mit. Für das Album Atombombe auf Deutschland der Band Antilopengang sang er 2018 zudem bei dem Titel Alkilopen den Refrain.
Im Juli 2025 sorgte Wendland mit der Ankündigung für Aufsehen, sich innerhalb der kommenden zwei Jahre aus der Band Die Kassierer zurückzuziehen. Nach 40 Jahren als Frontmann der Satire-Punk-Gruppe deutete er in einem Interview mit der taz an, dass seine Zeit als Sänger der Band bald enden könnte. Wendland sagte über seinen Einstieg als Sänger: „Ich bin nur Sänger geworden, weil es die absurdeste Vorstellung war, dass ich in einer Band singen würde.“ Die Bandgründung sei ursprünglich ein Zufall gewesen, habe sich aber zu einem Gesamtkunstwerk entwickelt, das weit über die Punkszene hinaus wirke.

### Hörspiele
Wolfgang Wendland spielt seit 2016 in den von Sebastian Büttner geschriebenen und von 1LIVE produzierten Hörspielen Der Putsch den Wurstfabrikanten Jens Markowitz, der erst OB von Bottrop werden will und dann sogar Kanzlerkandidat wird. In Der Putsch Teil 3 – Kanzlerdämmerung ist Jens Markowitz Bundeskanzler und kämpft mit seinem Dasein im Homeoffice in Bolivien und den Bürgern der BRD, denen er mit Slogans wie „Arbeit ist Scheisse“ ein Grundeinkommen und Bier im Jenseits verspricht.
Im Jahr 2021 sprach Wolfgang Wendland die Rolle Stefan Kopp in der 1LIVE-Kriminalkomödie „Katsche, Kopp und Ko“ von Autor und Produzent Sebastian Büttner. Spielort des Hörspiels war Bochum-Wattenscheid.